# دیپولتوویتسه
دیپولتوویتسه (به چکی: Děpoltovice) یک منطقهٔ مسکونی در جمهوری چک است که در ناحیه کارلووی واری واقع شده‌است. دیپولتوویتسه ۱۲٫۸۷ کیلومتر مربع مساحت و ۳۵۴ نفر جمعیت دارد و ۴۹۲ متر بالاتر از سطح دریا واقع شده‌است.